# Pseudosasa japonica
Pseudosasa japonica, Arundinaria japonica o Bambusa metake és una espècie de bambú, del gènere Pseudosasa de la família de les poàcies, ordre de les poals, subclasse de les commelínides, classe de les liliòpsides, divisió dels magnoliofitins. És originari de la Xina, Corea i el Japó (yadake). A Europa va ser introduït el 1855. En jardineria i paisatgisme s'utilitza a l'exterior com a mata aïllada, tanca lliure o podada, en jardineria i també com a planta d'interior.

## Característiques
Pseudosasa japonica és un bambú mitjà que no sobrapassa els 6 metres d'alçària. Les canyes són fines (màxim 35 mm de diàmetre) i molt rectes, creixent en mates espesses. Les fulles són grans, d'un verd intens i brillants per sobre; de 10 a 30 cm de llarg per 1,5 a 2,8 cm d'ample. Beines persistents sobre la canya. Resisteix molt bé el fred, fins i tot -24 °C i a una sequera relativa.

## Varietats i subespècies
- Pseudosasa japonica var. tsutsumiana: no sobrepassa els 4 metres d'alçària. Els entrenusos de les canyes són botits i sense beines persistents. És un bambú mitjà que no sobrepassa els 4 metres d'alçària. Els entrenusos de les canyes són botits i sense beines persistents, és la característica principal d'aquesta varietat, considerada de col·leccionisme. Les fulles són grans, d'un verd intens i brillants per sobre; de 10 a 30 cm de llarg per 1,5 a 2,8 cm d'ample. Resisteix molt bé el fred, fins i tot -24 °C i a una sequera relativa.
- Pseudosasa japonica var. variegata